# Caleb Nichol
 (janvier 2008).
Si vous disposez d'ouvrages ou d'articles de référence ou si vous connaissez des sites web de qualité traitant du thème abordé ici, merci de compléter l'article en donnant les références utiles à sa vérifiabilité et en les liant à la section « Notes et références ».
Pour les articles homonymes, voir Nichol.
Caleb Nichol est un personnage fictif de la série télévisée américaine Newport Beach interprété par l'acteur Alan Dale.

## Biographie
Caleb est un riche bourgeois d'Orange County. Il a été marié deux fois ; sa dernière épouse n'est autre que Julie Cooper. Il a trois filles : Kirsten Cohen et Hailey Nichol qu'il a eues avec sa première épouse, Rose Nichol et Lindsay Gardner, sa fille illégitime, qu'il a eue avec Renee Wheeler, une conseillère municipale.
Riche promoteur immobilier, Caleb est très connu d'Orange County et suscite la polémique de par ses méthodes à la limite de la légalité. Manipulateur et rusé, il n'est guère apprécié de Sandy Cohen et de Ryan Atwood, animosité d'ailleurs réciproque, encore que les liens avec Sandy se resserront au cours de la saison 2.
Caleb meurt d'une crise cardiaque lors d'une soirée avec sa future ex-femme Julie Cooper.